# Paxilina (alcaloide)
Não confundir com a proteína transdutora de sinal com o mesmo nome paxilina (em inglês paxillin).
A paxilina (em inglês paxilline) é um alcaloide indólico diterpénico tóxico tremorgénico que actua como.bloqueador dos canais de potássio. O organismo que produz esta micotoxina e do qual deriva o nome do composto é o fungo Penicillium paxilli. Um grupo de 17 de genes (cluster Pax) localizado no cromossoma Va desta espécie codifica as enzimas responsáveis pela síntese de paxilina. A paxilina é muito tóxica se ingerida, inalada ou absorvida pela pele, podendo danificar os olhos e actua como uma potente neurotoxina.